# Преоне
Прео̀не (на италиански: Preone; на фриулски: Preon, Преон) е село и община в Северна Италия, провинция Удине, автономен регион Фриули-Венеция Джулия. Разположено е на 461 m надморска височина. Населението на общината е 259 души (към 2014 г.).